# Dynamine arthemon
Dynamine arthemon är en fjärilsart som beskrevs av Jean Baptiste Boisduval 1832. Dynamine arthemon ingår i släktet Dynamine och familjen praktfjärilar. Inga underarter finns listade i Catalogue of Life.